# Hilara tyrolensis
Hilara tyrolensis är en tvåvingeart som beskrevs av Gabriel Strobl 1892. Hilara tyrolensis ingår i släktet Hilara och familjen dansflugor. Inga underarter finns listade i Catalogue of Life.